# Свети Илия (връх в Боздаг)
Вижте пояснителната страница за други значения на Свети Илия.
Свети Илия, още Боздаг или Боз (на гръцки: Προφήτης Ηλίας, Профитис Илиас), е най-високият връх на планината Боздаг (Фалакро) в Източна Македония, Гърция. Висок е 2232 m.
Върхът е разположен в планинския дял Дебелина в централните части на планината. Открит, гол и каменист, покрит с бедна растителност, върхът има отличителна конусовидна форма, гледан от съседния връх Карталка.
От съседния връх на изток Вардина го отделя дълбоката седловина Нощвите. На югозапад Свети Илия граничи с дълбока над 1300 m карстова пропаст – една от най-забележителните гледки в планината.
В западното подножие на върха на 2111 m н.в. е разположена пропастната пещера Снежницата (на гръцки: Χιονότρυπα, Хионотрипа), която е дълбока над 100 m и в нея целогодишно има сняг. Пак там минава ски-писта и едно от трасетата на ски-влека на зимния курорт Боздаг (Фалакро).

## Галерия
- Гледка към Свети Илия от Карталка
- Карстовата пропаст под връх Свети Илия (центъра, в далечината)